# Liselott Linsenhoff
Liselott Linsenhoff (Frankfurt am Main, 27 augustus 1927- Juan-les-Pins, 4 augustus 1999) was een West-Duits amazone, die gespecialiseerd was in dressuur. Linsenhoff maakte haar olympische debuut in Stockholm tijdens de Olympische Zomerspelen 1956, en behaalde toen de bronzen medaille individueel en de zilveren in de landenwedstrijd. Twaalf jaar later tijdens de Olympische Zomerspelen 1968 behaalde Linsenhoff de titel in de landenwedstrijd en eindigde individueel op een achtste plaats. Linsenhoff werd tijdens de Olympische Zomerspelen 1972 de eerste vrouwelijke olympisch kampioene dressuur.
Linsenhoff haar dochter Ann-Kathrin Linsenhoff werd met het West-Duitse team olympisch kampioen tijdens de Olympische Zomerspelen 1988.

## Resultaten
- Olympische Zomerspelen 1956 in Stockholm:  individueel dressuur met Adular
- Olympische Zomerspelen 1956 in Stockholm:  landenwedstrijd dressuur met Adular
- Olympische Zomerspelen 1968 in Mexico-Stad: 8e individueel dressuur met Piaff
- Olympische Zomerspelen 1968 in Mexico-Stad:  landenwedstrijd dressuur met Piaff
- Wereldkampioenschappen 1970 in Aken:  individueel dressuur met Piaff
- Olympische Zomerspelen 1972 in München:  individueel dressuur met Piaff
- Olympische Zomerspelen 1972 in München:  landenwedstrijd dressuur met Piaff
- Wereldkampioenschappen 1974 in Kopenhagen:  individueel dressuur met Piaff
- Wereldkampioenschappen 1974 in Kopenhagen:  landenwedstrijd dressuur met Piaff

1912: Carl Bonde ·
1920: Janne Lundblad ·
1924: Ernst Linder ·
1928: Carl Friedrich von Langen ·
1932: Xavier Lesage ·
1936: Heinz Pollay ·
1948: Hans Moser ·
1952: Henri Saint Cyr ·
1956: Henri Saint Cyr ·
1960: Sergej Filatov ·
1964: Henri Chammartin ·
1968: Ivan Kizimov ·
1972: Liselott Linsenhoff ·
1976: Christine Stückelberger ·
1980: Elisabeth Theurer ·
1984: Reiner Klimke ·
1988: Nicole Uphoff ·
1992: Nicole Uphoff ·
1996: Isabell Werth ·
2000: Anky van Grunsven ·
2004: Anky van Grunsven ·
2008: Anky van Grunsven ·
2012: Charlotte Dujardin ·
2016: Charlotte Dujardin ·
2020: Jessica von Bredow-Werndl ·
2024: Jessica von Bredow-Werndl
1928: von Langen, Linkenbach, Lotzbeck ·
1932: Lesage, Marion, Jousseaume ·
1936: Pollay, Gerhard, Oppeln-Bronikowski ·
1948: Jousseaume, Saint-Fort Paillard, Buret ·
1952: Saint Cyr, Boltenstern, Persson ·
1956: Saint Cyr, Boltenstern, Persson ·
1964: Boldt, Klimke, Neckermann ·
1968: Neckermann, Klimke, Linsenhoff ·
1972: Petoesjkova, Kizimov, Kalita ·
1976: Boldt, Klimke, Grillo ·
1980: Kovsjov, Oegrjoemov, Misevitsj ·
1984: Klimke, Sauer, Krug ·
1988: Klimke, Linsenhoff, Theodorescu, Uphoff ·
1992: Balkenhol, Uphoff, Theodorescu, Werth ·
1996: Balkenhol, Schaudt, Theodorescu, Werth ·
2000: Werth, Capellmann, Salzgeber, Simons-de Ridder ·
2004: Kemmer, Schmidt, Schaudt, Salzgeber ·
2008: Kemmer, Capellmann, Werth ·
2012: Hester, Bechtolsheimer, Dujardin ·
2016: Rothenberger, Schneider, Bröring-Sprehe, Werth ·
2020: von Bredow-Werndl, Schneider, Werth ·
2024: Wandres, von Bredow-Werndl, Werth
- Gemeinsame Normdatei: 13957638X
- International Standard Name Identifier: 0000 0003 6844 361X
- Virtual International Authority File: 101301585